# طیره
طیره (در عبری: טירה) نام شهری در استان مرکزی اسرائیل است که جمعیت آن در سال ۲۰۰۶ ۲۱٬۱۰۰ نفر و مساحت آن ۱۱٫۸۹۴ کیلومتر مربع بوده است.